# Atlanta 500 Classic

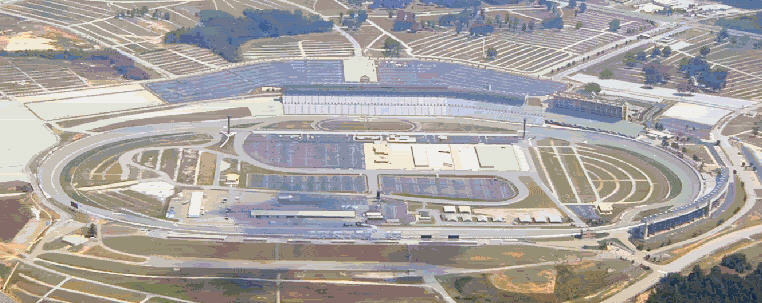
Vista do Atlanta Motor Speedway

A Atlanta 500 Classic foi uma corrida da Indycar disputada na Atlanta Motor Speedway. A prova fez parte da Champ Car entre 1979 e 1983, e da IRL entre 1998 e 2001.

## Vencedores

### USAC Championship Car
| Ano  | Data        | Corrida          | Piloto            | Chassis      | Motor    | Equipe             |
| ---- | ----------- | ---------------- | ----------------- | ------------ | -------- | ------------------ |
| 1965 | 1 de Agosto | Atlanta 250      | Johnny Rutherford | Watson       | Ford     | Leader Card Racing |
| 1966 | 26 de Junho | Atlanta 300      | Mario Andretti    | Brawner Hawk | Ford     | Clint Brawner      |
| 1978 | 23 de Julho | Gould Twin Dixie | Rick Mears        | Penske       | Cosworth | Penske Racing      |

### CART
| Ano  | Data           | Corrida                 | Piloto            | Chassis | Motor    | Equipe                     |
| ---- | -------------- | ----------------------- | ----------------- | ------- | -------- | -------------------------- |
| 1979 | 22 de Abril    | Gould Twin Dixie 125 #1 | Johnny Rutherford | McLaren | Cosworth | Bruce McLaren Motor Racing |
| 1979 | 22 de Abril    | Gould Twin Dixie 125 #2 | Johnny Rutherford | McLaren | Cosworth | Bruce McLaren Motor Racing |
| 1979 | 30 de Setembro | Rich's Atlanta Classic  | Rick Mears        | Penske  | Cosworth | Penske Racing              |
| 1981 | 21 de Junho    | Kraco Twin 125 #1       | Rick Mears        | Penske  | Cosworth | Penske Racing              |
| 1981 | 21 de Junho    | Kraco Twin 125 #2       | Rick Mears        | Penske  | Cosworth | Penske Racing              |
| 1982 | 1 de Maio      | Stroh's 200             | Rick Mears        | Penske  | Cosworth | Penske Racing              |
| 1983 | 17 de Abril    | Kraco Dixie 200         | Gordon Johncock   | Wildcat | Cosworth | Patrick Racing             |

### IndyCar Series
| Ano  | Data         | Corrida                                              | Piloto      | Chassis | Motor      | Equipe                | Detalhes |
| ---- | ------------ | ---------------------------------------------------- | ----------- | ------- | ---------- | --------------------- | -------- |
| 1998 | 29 de Agosto | MCI Atlanta 500 Classic                              | Kenny Bräck | Dallara | Oldsmobile | A.J. Foyt Enterprises | Detalhes |
| 1999 | 17 de Julho  | Kobalt Mechanics Tools 500 Presented by MCI WorldCom | Scott Sharp | Dallara | Oldsmobile | Kelley Racing         | Detalhes |
| 2000 | 15 de Julho  | Midas 500 Classic                                    | Greg Ray    | Dallara | Oldsmobile | Team Menard           | Detalhes |
| 2001 | 28 de Abril  | zMax 500                                             | Greg Ray    | Dallara | Oldsmobile | Team Menard           | Detalhes |